# Gates (Nueva York)
Gates es un pueblo ubicado en el condado de Monroe en el estado estadounidense de Nueva York. En el año 2000 tenía una población de 29,275 habitantes y una densidad poblacional de 733 personas por km².

## Geografía
Gates se encuentra ubicado en las coordenadas 43°08′59″N 77°41′49″O / 43.14972, -77.69694.

## Demografía
Según la Oficina del Censo en 2000 los ingresos medios por hogar en la localidad eran de $45,709, y los ingresos medios por familia eran $53,964. Los hombres tenían unos ingresos medios de $38,815 frente a los $29,024 para las mujeres. La renta per cápita para la localidad era de $21,353. Alrededor del 5.6% de la población estaban por debajo del umbral de pobreza.